# 플라르딩언

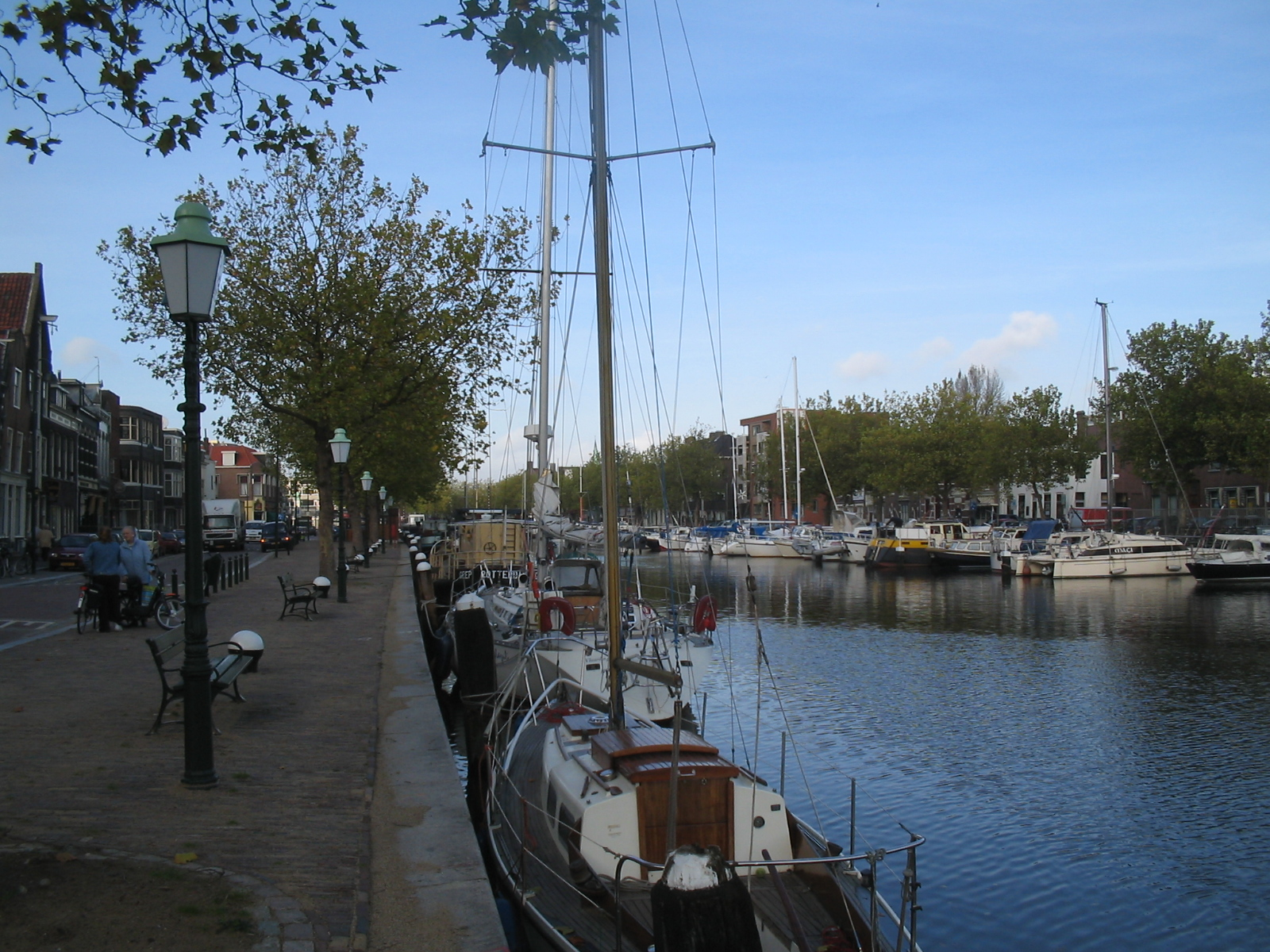
플라르딩언

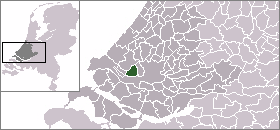
플라르딩언의 위치

플라르딩언(네덜란드어: Vlaardingen)은 네덜란드 자위트홀란트주의 도시로 면적은 26.69km2, 높이는 1m, 인구는 71,338명(2014년 5월 기준), 인구 밀도는 3,018명/km2이다.

시기
시 문장